# 1 500 mètres nage libre masculin aux Jeux olympiques d'été de 2024
Cet article traite de l'épreuve masculine. Pour la compétition féminine, voir 1 500 mètres nage libre féminin aux Jeux olympiques d'été de 2024.
Navigation
Tokyo 2020 Los Angeles 2028
Le 1 500 mètres nage libre masculin est une épreuve de natation des Jeux olympiques d'été de 2024 qui a lieu les 3 et 4 août 2024 à la Paris La Défense Arena. 

## Médaillés
| Or                | Or          | Argent                     | Argent   | Bronze              | Bronze   |
| Bobby Finke (USA) | 14:30.67 WR | Gregorio Paltrinieri (ITA) | 14:34.55 | Daniel Wiffen (IRL) | 14:39.63 |

## Records
Avant cette compétition, les records dans cette discipline étaient :
| Record du monde  | 14:31.02 | Sun Yang | 4 août 2012 | Londres, Grande-Bretagne |
| Record olympique | 14:31.02 | Sun Yang | 4 août 2012 | Londres, Grande-Bretagne |

Au cours de la compétition, les records suivants ont été battus  :
| Record du monde  | 14:30.67 | Bobby Finke | 4 août 2024 | Paris, France |
| Record olympique | 14:30.67 | Bobby Finke | 4 août 2024 | Paris, France |

## Calendrier
| Date            | Horaire | Manche |
| --------------- | ------- | ------ |
| Samedi 3 août   | 11 h 00 | Séries |
| Dimanche 4 août | 18 h 30 | Finale |

## Résultats détaillés
Les huit meilleurs temps se qualifient pour la finale (F).
| Rang | Série | Ligne | Athlète               | Pays            | Temps          | Remarque |
| ---- | ----- | ----- | --------------------- | --------------- | -------------- | -------- |
| 1    | 3     | 4     | Daniel Wiffen         | Irlande         | 14 min 40 s 34 | F        |
| 2    | 3     | 3     | Gregorio Paltrinieri  | Italie          | 14 min 42 s 56 | F        |
| 3    | 4     | 7     | Ahmed Jaouadi         | Tunisie         | 14 min 44 s 20 | F        |
| 4    | 3     | 6     | David Aubry           | France          | 14 min 44 s 90 | F        |
| 5    | 2     | 4     | Kuzey Tuncelli        | Turquie         | 14 min 45 s 27 | F        |
| 6    | 4     | 4     | Bobby Finke           | États-Unis      | 14 min 45 s 31 | F        |
| 7    | 3     | 1     | Damien Joly           | France          | 14 min 45 s 52 | F        |
| 8    | 4     | 2     | Dávid Betlehem        | Hongrie         | 14 min 45 s 59 | F        |
| 9    | 4     | 1     | Liwei Fei             | Chine           | 14 min 50 s 06 |          |
| 10   | 4     | 6     | Sven Schwarz          | Allemagne       | 14 min 51 s 97 |          |
| 11   | 3     | 8     | Zalan Sarkany         | Hongrie         | 14 min 52 s 42 |          |
| 12   | 3     | 7     | Luca de Tullio        | Italie          | 14 min 55 s 61 |          |
| 13   | 3     | 5     | Samuel Short          | Australie       | 14 min 58 s 15 |          |
| 14   | 4     | 5     | Florian Wellbrock     | Allemagne       | 15 min 1 s 88  |          |
| 15   | 3     | 2     | Daniel Jervis         | Grande-Bretagne | 15 min 3 s 75  |          |
| 16   | 2     | 8     | Krzysztof Chmielewski | Pologne         | 15 min 4 s 99  |          |
| 17   | 2     | 2     | Victor Johansson      | Suède           | 15 min 5 s 62  |          |
| 18   | 4     | 8     | David Johnston        | États-Unis      | 15 min 10 s 64 |          |
| 19   | 1     | 5     | Dimitrios Markos      | Grèce           | 15 min 11 s 19 |          |
| 20   | 2     | 6     | Henrik Christiansen   | Norvège         | 15 min 14 s 11 |          |
| 21   | 1     | 4     | Nguyễn Huy Hoàng      | Viêt Nam        | 15 min 18 s 63 |          |
| 22   | 2     | 3     | Carlos Garach Benito  | Espagne         | 15 min 20 s 84 |          |
| 23   | 2     | 1     | Emir Batur Albayrak   | Turquie         | 15 min 23 s 21 |          |
| 24   | 1     | 3     | Rodolfo Falcon Jr.    | Cuba            | 16 min 0 s 31  |          |
| 25   | 2     | 5     | Marwan Elkamash       | Égypte          | DNS            |          |
| 26   | 2     | 7     | Vlad Stefan Stancu    | Roumanie        | DNS            |          |
| 27   | 4     | 3     | Mykhailo Romanchuk    | Ukraine         | DNS            |          |

| Rang                                | Ligne | Athlète              | Pays       | Temps          | Remarque |
| ----------------------------------- | ----- | -------------------- | ---------- | -------------- | -------- |
| Médaille d'or, Jeux olympiques      | 7     | Bobby Finke          | États-Unis | 14 min 30 s 67 | WR       |
| Médaille d'argent, Jeux olympiques  | 5     | Gregorio Paltrinieri | Italie     | 14 min 34 s 55 |          |
| Médaille de bronze, Jeux olympiques | 4     | Daniel Wiffen        | Irlande    | 14 min 39 s 63 |          |
| 4                                   | 8     | Dávid Betlehem       | Hongrie    | 14 min 40 s 91 | NR       |
| 5                                   | 2     | Kuzey Tuncelli       | Turquie    | 14 min 41 s 22 |          |
| 6                                   | 3     | Ahmed Jaouadi        | Tunisie    | 14 min 43 s 35 |          |
| 7                                   | 6     | David Aubry          | France     | 14 min 44 s 66 | NR       |
| 8                                   | 1     | Damien Joly          | France     | 14 min 52 s 61 |          |